# Díszes tűzhal
A díszes tűzhal (Pterois radiata) a sugarasúszójú halak (Actinopterygii) osztályának skorpióhal-alakúak (Scorpaeniformes) rendjébe, ezen belül a skorpióhalfélék (Scorpaenidae) családjába tartozó, és a tűzhalak (Pterois) nembe sorolt faj.

## Előfordulása
Az Indiai-óceánban, a Vörös-tengerben és a Csendes-óceán nyugati részén őshonos. Előfordulhat 1-30 méteres mélységben a 24-27 Celsius-fokos tengervízben.

## Megjelenése
A kifejlett halak 20 centiméter körüliek 24 centiméteresnél nagyobbra nem nő meg. A testéből kiálló antennaszerű tüskéinek a szúrása mérgező. A faj abban egyedüli a nemébe tartozó halak között, hogy tüskéin nincsenek mintázatok.

## Életmódja
Inkább éjszaka aktív, nappal elrejtőzik a lagúnák szirtjeinek rejtekében, a korallokat kerüli. Ragadozó életmódot folytat. Táplálékát garnélarákok és sziklarákok adják. Minden nálánál kisebb állatot megtámadhat és a nagyobb ragadozókkal szemben elég jó védelmet biztosítanak szúrós és mérgező tüskéi.

## Galéria

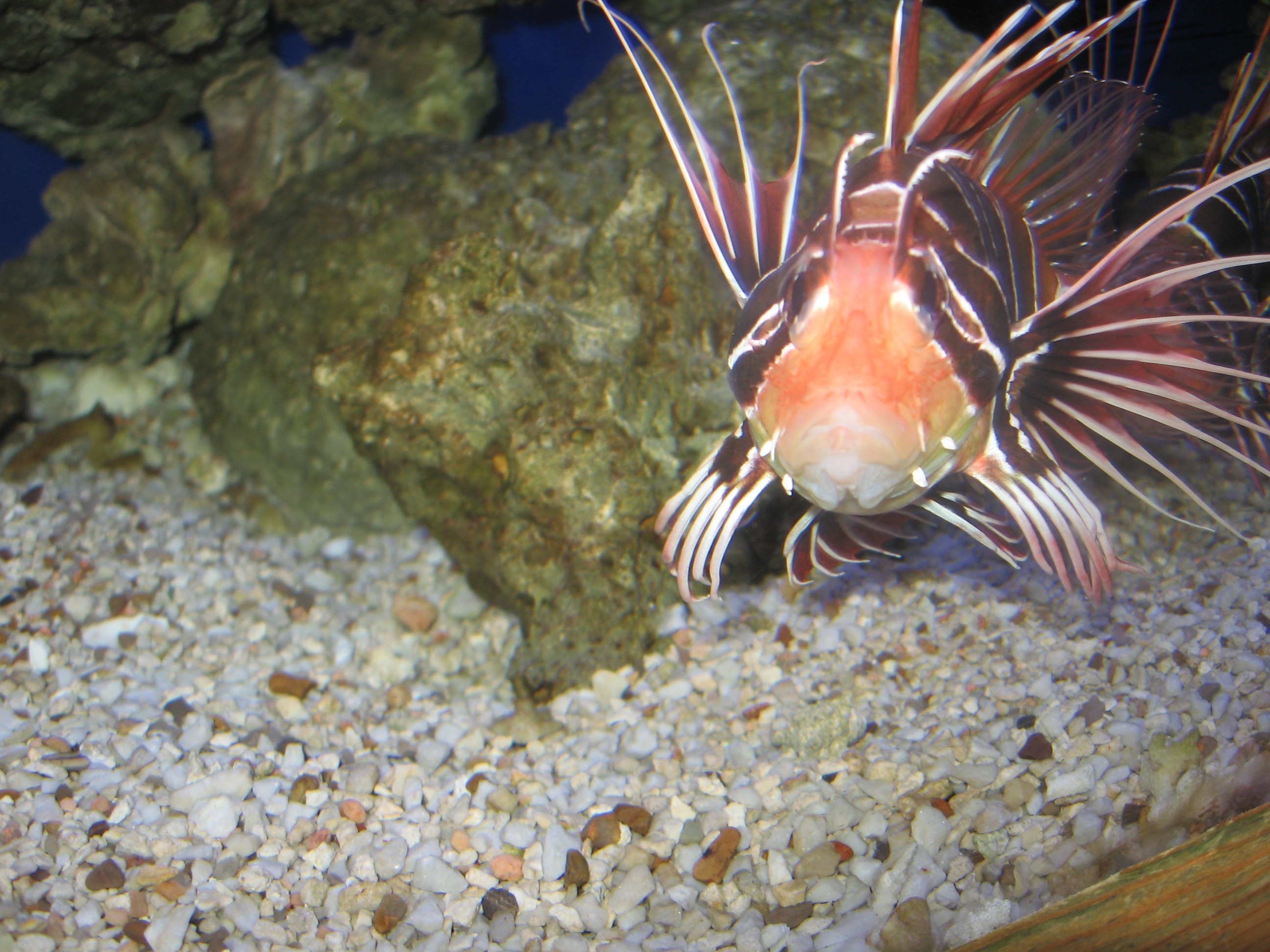
Pterois radiata profilkép
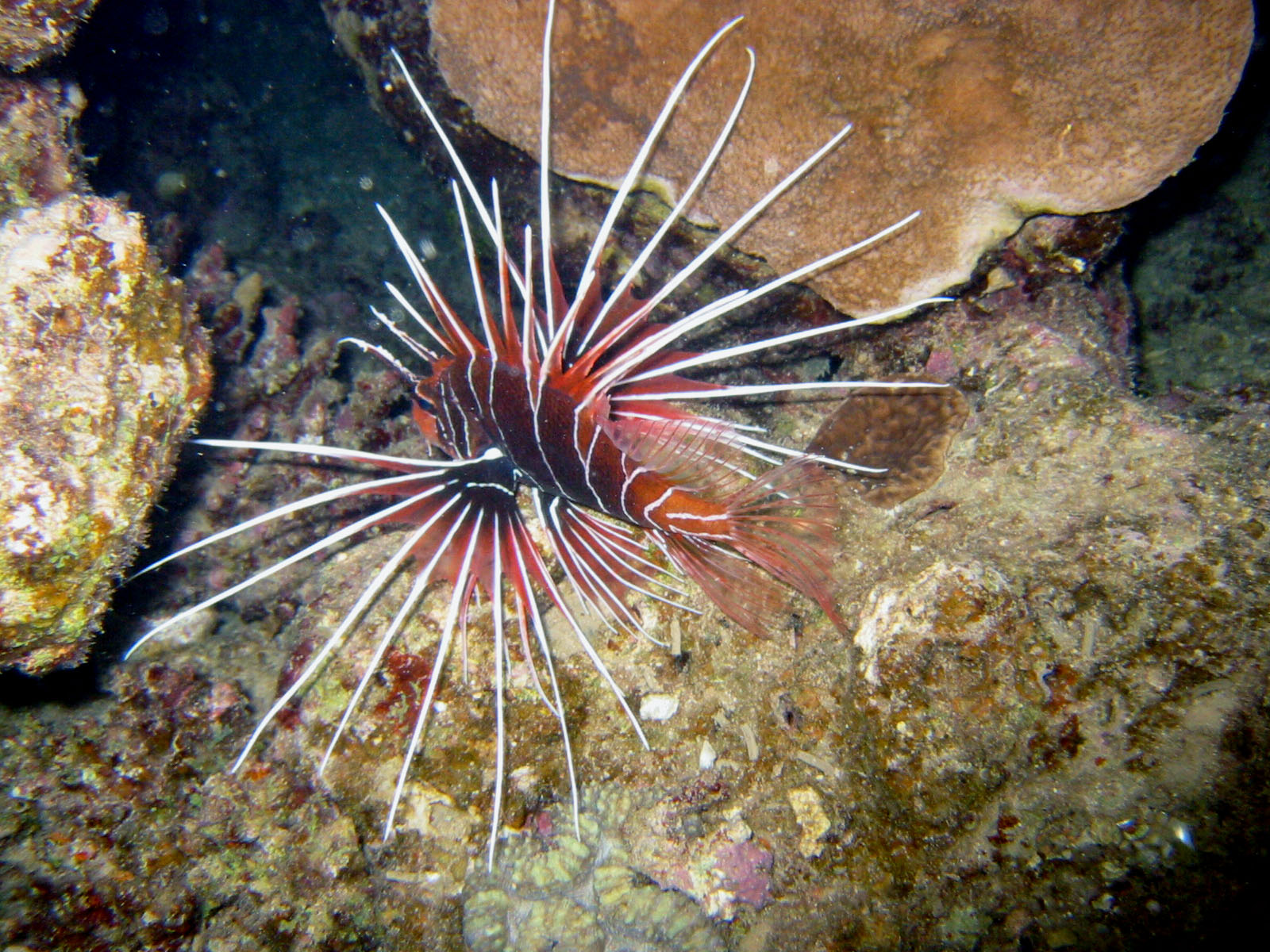
Vörös-tengerben eredeti élőhelyén
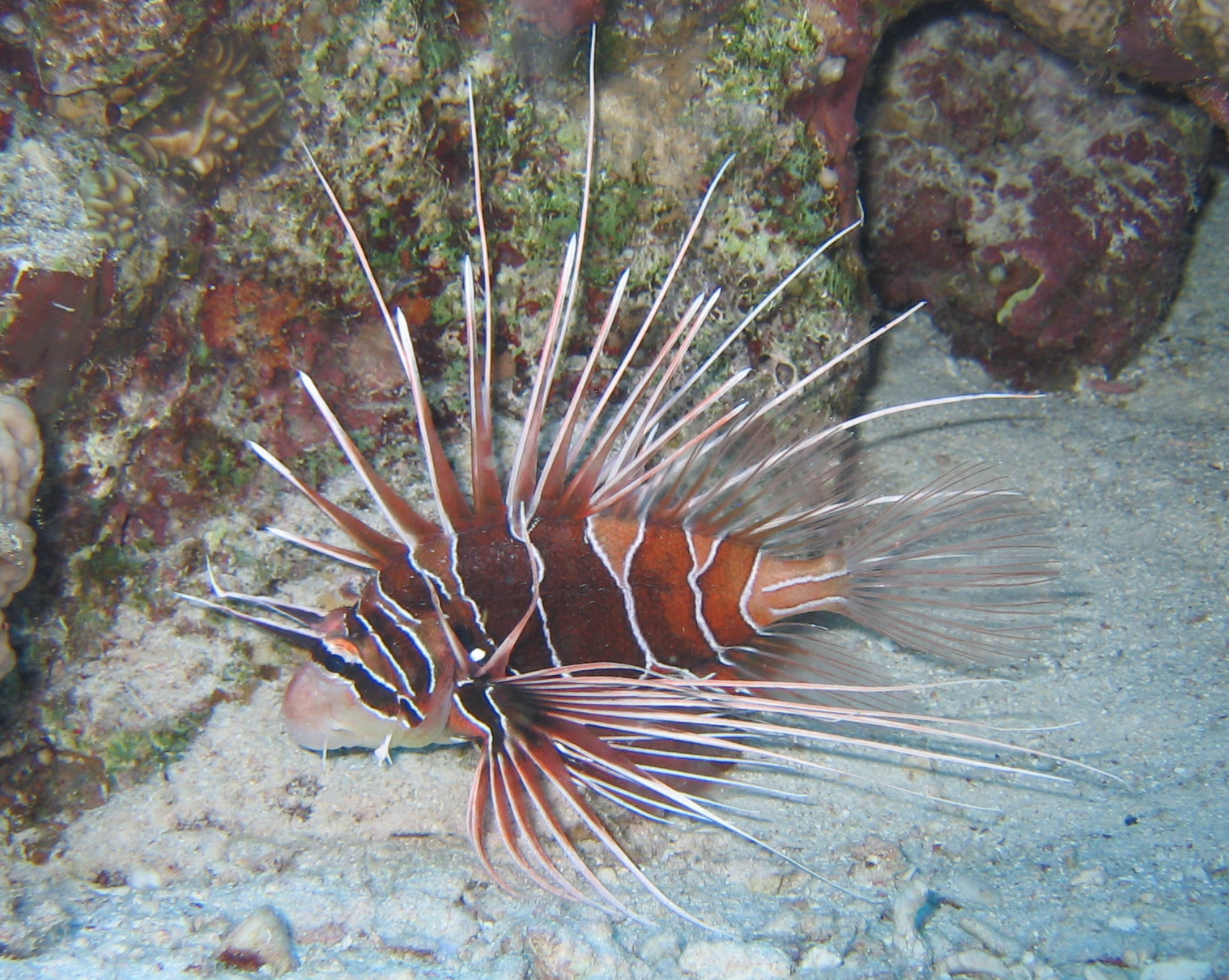
A hal habitusa

### Fordítás
- Ez a szócikk részben vagy egészben  a   Pterois radiata című francia Wikipédia-szócikk ezen változatának fordításán alapul.  Az eredeti cikk szerkesztőit annak laptörténete sorolja fel. Ez a jelzés csupán a megfogalmazás eredetét és a szerzői jogokat jelzi, nem szolgál a cikkben szereplő információk forrásmegjelöléseként.